# Mymensingh
Mymensingh (en bengalí: ময়মনসিংহ) es la capital de la división de Mymensingh, Bangladés. Situado en la orilla del río Brahmaputra, a unos 120 km (75 mi) al norte de la capital nacional Daca, es un importante centro financiero y centro educativo del centro-norte de Bangladés. La ciudad fue constituida por la Compañía Británica de las Indias Orientales el 1 de mayo de 1787.
Mymensingh es la sede de la octava división administrativa y la corporación de la ciudad número 12 de Bangladés. Según el Ministerio de Administración Pública, Mymensingh ocupa el cuarto lugar en el estado del distrito. La densidad de población de la ciudad de Mymensingh es de 44 458 habitantes por km2, lo que la convierte en la segunda ciudad más densamente poblada de Bangladés. Mymensingh atrae al 25 por ciento de todos los turistas de salud que visitan Bangladés. Mymensingh es una anglicanización del nombre Momen Singh, en referencia a un gobernante musulmán llamado Shah Momin o Momin Singh, un gobernante musulmán de etnia bengalí. Su elevación es de más de 19 m sobre el nivel del mar, la más alta de las principales ciudades de Bangladés. Mymensingh está cerca de Tura, una ciudad en Meghalaya desde el puerto terrestre de Gobrakura.
Mymensingh está asociado con el río Brahmaputra, edredones hechos a mano llamados Nakshikantha (en bengalí: নকশীকাঁথা) y una balada rural llamada Maimansingha Gitika. El colegio de cadetes establecido en Tangail en 1963 se llamó Momenshahi Cadet College. La ciudad es conocida por las instituciones educativas.